# Georg Heym
Georg Heym, född 30 oktober 1887 i Hirschberg, Schlesien, död 16 januari 1912 i Berlin, var en tysk expressionistisk författare.
Heym studerade till jurist men arbetade aldrig som detta. Han gav ut diktsamlingar, dramer och novellsamlingar. Han drunknade vid en skridskoolycka 1912.